# Gesellschaft Österreich-Vietnam
Die Gesellschaft Österreich Vietnam (GÖV) ist ein Verein mit Sitz in Wien. Er wurde 1975 als Solidaritätsorganisation mit dem Auftrag gegründet, den Wiederaufbau des nach jahrzehntelangem Krieg zerstörten und ausgebluteten südostasiatischen Landes zu unterstützen. Initiatoren waren die ehemaligen Widerstandskämpfer Georg Fuchs und Josef Hindels und der evangelische Theologe und Oberkirchenrat Johannes Dantine. Sie kooperiert unter anderem mit dem Kinderhilfswerk „terre des hommes“, dessen langjähriger Vietnam-Referent Milo Roten (verstorben 2012) GÖV-Vizepräsident war, und förderte Projekte für Waisenkinder und behinderte bzw. infolge des chemischen Krieges missgebildete Kinder.
Präsident der Gesellschaft ist seit 1998 der ehemalige Außenminister Botschafter Peter Jankowitsch, Ehrenpräsidentin war Irma Schwager, vormals Vorsitzende des Bundes Demokratischer Frauen. 2018 wurde Christa Esterházy, der ehemaligen Vorsitzenden der Katholischen Frauenbewegung Österreichs, die Ehrenpräsidentschaft verliehen. Die GÖV ist Mitglied der Dachorganisation österreichisch-ausländischer Gesellschaften „PaN“ (Partner aller Nationen) und wurde mit dem PaN-Preis ausgezeichnet.